# Нога (Мартвильський муніципалітет)
Нога (груз. ნოღა) — село в Грузії.
За даними перепису населення 2014 року в селі проживає 402 особи.